# Скасків Михайло
Михайло Скасків (псевдо «Гарт») (нар. 1914, с. Божиків, нині Саранчуківська сільська громада, Тернопільський район, Тернопільська область — пом. 24 липня 1944, с. Старий Литвинів, нині Підгаєцький район,  Тернопільська область) — учасник національно-визвольних змагань, надрайоновий провідник Підгаєччини.

## Життєпис
Михайло Скасків народився в 1914 році в с. Божиків. Закінчив місцеву школу.
Від середини 1930-х — в ОУН. У 1939 ув'язнений поляками у Бережанській тюрмі.
Від 1940 — член Підгаєцького повітового проводу ОУН. У 1944 — районовий провідник ОУН у Підгаєцькому повіті (надрайоні) під псевдом «Гарт».
Загинув трагічно 24 липня 1944 в с. Старий Литвинів, нині Підгаєцька міська громада, Тернопільський район, Тернопільська область.